# GP03 (イー・アクセス)
GP03 (ジーピー ゼロサン) は、バッファローが開発した、イー・アクセス向けW-CDMA/DC-HSDPA対応のデータ通信端末（モバイルWi-Fiルータ）。

## 概要
イー・アクセスが、MVNO事業者向けに提供したモバイルWi-Fiルータで、市販はされていなかった。
本機は、HSUPAはBands1/9に対応しているが、HSPA+以上はBands9にのみ対応している。イー・アクセスのデータ専用端末としては、珍しくGSMクワッドバンドに対応している（GSM対応データ端末としてもきわめてレアであり、本端末以降はGL08Dまで、一切出ておらず、モバイルWi-Fiルータに至っては、本機を最後に2013年8月時点でリリースされていない）。
GP02に次ぐ、DC-HSDPA対応のモバイルWi-Fiルータだが、2013年8月より実施される、DC-HSDPAエリアのEMOBILE LTEエリアへの敷きなおし（これに伴い、本機ではHSPA+までしか利用不可能となる）に伴い、GP02、GD01、D41HWとともに、いわゆる「巻き取り」対象となっている。
因みに、イー・アクセスのデータ端末としては、初めて附属品としてクレードルが設定されている（オプションとしては、D25HW(卓上ホルダとは別に、ドッキングステーションとしてのF01HWも後に追加)がある）。
GMOインターネットが2011年6月下旬に提供開始して以来、いくつかのISPによってMVNOにて提供されてきたが、2013年8月時点で、TikiTikiインターネット・ケイ・オプティコムのみ新規受け付けを受付している。
本端末の保証については、本体のみ1年間、提供元のISPが行うが、ACアダプタやクレードル、電池パックなどのオプション機器については、各ISPの補償対象外となるため、追加購入を含め、イー・アクセスに問い合わせる必要がある。

## 仕様（テンプレート外）
- 電池パック
  - リチウムイオンポリマー 3.7V 1880mAh

## アップデート履歴
- 2012年2月 
  - 操作の安定性向上
  - 消費電力の逓減